# Цинцар
Цинцар је планина у западном делу Босне, Босна и Херцеговина, североисточно од Ливна, између Купрешког и Гламочког поља на граници гламочке и ливањске општине. Висока је 2006 метара. Грађена је углавном од јурских и кредних кречњака и доломита. На северним, највишим падинама Цинцара има трагова дилувијалних ледника (глечера) као циркови, морене и др. Јужне и југозападне стране обрасле су планинским пашњацима, а северне густом углавном црногоричном шумом. Шумско богатство се експлоатише у великим количинама. Испод југозапаних падина Цинцара пружа се пространа 1150–1350 m висока крашка површ Круг, динарског смера, покривена вртачама и другим крашким облицима.